# Les Figueuleuses
 (octobre 2023).
Si vous disposez d'ouvrages ou d'articles de référence ou si vous connaissez des sites web de qualité traitant du thème abordé ici, merci de compléter l'article en donnant les références utiles à sa vérifiabilité et en les liant à la section « Notes et références ».
Les Figueuleuses est la vingt-troisième histoire de la série Le Scrameustache de Gos et Walt. Elle a été publiée pour la première fois du no 2669 au no 2679 du journal Spirou, puis en album en 1989.